# فريدريش فون هايك
فريدريش أوغوست فون هايك (بالألمانية: Friedrich August von Hayek) حاصل على وسام رفقاء الشرف وزمالة الأكاديمية البريطانية (8 مايو 1899-23 مارس 1992)، والذي عادةً ما يُعرف بالحروف الأولى من اسمه إف. أي. هايك، هو فيلسوف وعالم اقتصاد نمساوي بريطاني معروف بدفاعه عن الليبرالية الكلاسيكية. تقاسم هايك جائزة نوبل في العلوم الاقتصادية لعام 1974 مع غونار ميردل تكريمًا «لعمله الرائد في مجال النظرية النقدية والتقلبات الاقتصادية [...] وتحليله العميق للترابط القائم بين الظواهر المؤسسية والاجتماعية والاقتصادية». يُعد تقريره حول الطريقة التي تنقل بها الأسعار المتغيرة المعلومات التي تساعد الأفراد على التنسيق بين خططهم من أهم انجازات علم الاقتصاد، الذي أدى إلى حصوله على جائزة نوبل.
خدم هايك في الحرب العالمية الأولى عندما كان ما يزال مراهقًا وقال أن ما جذبه إلى علم الاقتصاد هو هذه التجربة في الحرب ورغبته في المساعدة على تجنب الأخطاء التي أشعلت نيران الحرب. بعد التحاقه بجامعة فيينا، تخصص هايك في علم الاقتصاد، وحصل في النهاية على درجة الدكتوراه في القانون عام 1921 وفي العلوم السياسية عام 1923. عاش بعد ذلك وعمل في النمسا، وبريطانيا العظمى، والولايات المتحدة، وألمانيا؛ وأصبح في عام 1938 أحد الرعايا البريطانيين. قضى هايك معظم حياته الأكاديمية في كلية لندن للاقتصاد، وجامعة شيكاغو، وجامعة فرايبورغ. وعلى الرغم من أنه يُعد بالنسبة للكثيرين زعيم المدرسة النمساوية للاقتصاد، فإنه كان كذلك على اتصالٍ وثيق بمدرسة شيكاغو للاقتصاد. كان هايك أيضًا من كبار المنظرين الاجتماعيين والفلاسفة السياسيين على مدار القرن العشرين. حقق أبرز أعماله، كتاب الطريق إلى العبودية، مبيعاتًا تجاوزت مليوني نسخة (اعتبارًا من عام 2010).
مُنح وسام رفقاء الشرف في عام 1984 تقديرًا «لخدماته التي كرسها لدراسة علم الاقتصاد». وهو أول من يحصل على جائزة مؤسسة هانز مارتن شايلر. نال أيضًا وسام الحرية الرئاسي في عام 1991 الذي منحه إياه جورج بوش الأب. وفي عام 2011، اختيرت مقالته «استخدام المعرفة في المجتمع» كواحدة من أفضل 20 مقالة نُشرت في المجلة الاقتصادية الأمريكية في أول مئة عامٍ لها.

## حياته

### النشأة
ولد فريد فريدريش في فيينا من أوغست فون هايك وفيليسيتاس هايك (قبل الزواج فون يوغانشيك). كان والده، وهو أيضًا ولد في فيينا عام 1871، طبيبًا يعمل في وزارة الصحة البلدية. كان أوغست شغوفًا بعلم النبات، العلم الذي كتب عنه عددًا من الدراسات المتخصصة فضلًا عن عمله محاضرًا في علم النبات بدوام جزئي في جامعة فيينا. ولدت فيليسيتاس فون يوغانشيك في عام 1875 من عائلة ثرية محافظة تمتلك الكثير من الأراضي. وبعد وفاة والدتها قبل ولادة هايك بعدة سنوت، حصلت فيليسيتاس على إرث كبير، وفر ما يصل إلى نصف دخلها ودخل زوجها في سنوات زواجهما الأولى. كان فريدريش الأكبر من بين ثلاثة أشقاء، هاينريش (1990-1969) وإيريك (1904- 1986)، أحدهما يصغره بسنة ونصف والآخر بخمس سنوات.
أثرت مهنة والد هايك كأستاذ جامعي على أهدافه في وقتٍ لاحق من حياته. كان جداه، اللذان عاشا فترةً تكفي لكي يتعرف إليهما، عالمان. كان فرانز فون جوراشك خبيرًا اقتصاديًا رائدًا في الإمبراطورية النمساوية المجرية وصديقًا مقربًا من يوجين بوم فون بافيك، أحد مؤسسي المدرسة النمساوية للاقتصاد. درَّس جد هايك من جهة أبيه، غوستاف إيدلر فون هايك، العلوم الطبيعية بمدرسة إمبيريال ريالوبيرغيمناسيوم (مدرسة ثانوية) في فيينا. وألف أعمالًا في مجال المنهجية البيولوجية، بعضها مشهورٌ نسبيًا.
أما من جهة والدته، كان هايك ابن الخالة الثاني للفيلسوف لودفيغ فيتغنشتاين. عادةً ما كانت والدته تلعب مع شقيقة فيتغنشتاين فضلًا عن معرفتها له معرفةً جيدة. ونتيجةً للعلاقة التي تربط العائلتين، كان هايك من أوائل الذين قرأوا كتاب فيتغنشتاين رسالة في المنطق والفلسفة (Tractatus Logico-Philosophicus) عندما نُشِر الكتاب بنسخته الألمانية الأولى عام 1921. وعلى الرغم من عدم لقاءه فيتغنشتاين إلا في القليل من المناسبات، ولكن هايك قال أن فلسفة فيتغنشتاين وطرائقه في التحليل قد أثروا تأثيرًا عميقًا في حياته وطريقة تفكيره. وفي سنواتٍ لاحقة من حياته، تذكر هايك إحدى المناقشات الفلسفية مع فيتغنشتاين عندما كان كلاهما ضابطين أثناء قيام الحرب العالمية الأولى. وبعد موت فيتغنشتاين، كان هايك ينوي كتابة سيرة فيتغنشتاين إذ عمل على جمع المواد العائلية وساعد في وقتٍ لاحق كتَّاب سيرة فيتغنشتاين. وكان على صلة قرابة بفيتغنشتاين من الجانب غير اليهودي لعائلة فيتغنشتاين. كان هايك، منذ شبابه، يكثر من تواصله مع المفكرين اليهود حتى أنه ذكر أن الناس غالبًا ما يتكهنون ما إذا كان هو أيضًا من أصول يهودية. الأمر الذي أثار فضوله، فقضى بعض الوقت في البحث عن أسلافه واكتشف أنه ليس له أسلاف يهود في نطاق يمتد إلى خمسة أجيال. يستخدم اسم العائلة هايك (Hayek) التهجئة الألمانية لاسم العائلة التشيكي هايك (Hájek).
أظهر هايك عزيمةً أكاديميةً وفكرية منذ صغره. فتعلم القراءة بطلاقة والإكثار منها قبل التحاقه بالمدرسة. ولكن على الرغم من ذكائه وحب استطلاعه،  فإن أدائه المدرسي كان سيئًا للغاية، بسبب قلة الاهتمام ومشاكله مع المعلمين، مما أجبره أيضًا على تغيير مدرسته. كان هايك في حضيض صفه من حيث معظم المواد، حتى أنه رسب ذات مرة بثلاث مواد، اللغة اللاتينية، واليونانية والرياضيات. كان مهتمًا جدًا بالجانب المسرحي، لدرجة أنه حاول كتابة بعض المسرحيات التراجيدية، وفي علم الأحياء أيضًا، وساعد والده بانتظام في أعماله النباتية. وبناءً على اقتراح والده، قرأ عندما كان مراهقًا أعمال هوغو دي فريس وأوغست وايزمان الجينية والتطورية فضلًا عن أعمال لودفيغ فويرباخ الفلسفية. اعتبر غوته أكبر مؤثر فكري في حياته المبكرة. وفي المدرسة، كان هايك مسحورًا بمحاضرات أحد الأساتذة حول أخلاقيات أرسطو. وفي ملاحظات سيرته الذاتية غير المنشورة، ذكر هايك اختلافًا بينه وبين شقيقيه اللذان كانا يصغرانه بعدة سنواتٍ فقط، ولكن كان يعتقد أنهما بطريقةٍ ما من جيلٍ مختلف. إذ كان يفضل الانتماء إلى البالغين.
في عام 1917، انضم هايك إلى فوج سلاح المدفعية في الجيش النمساوي المجري وقاتل على الجبهة الإيطالية. قضى هايك معظم حياته القتالية كمراقب في الطائرة. وعانى هايك من أضرار سمعية في إذنه اليسرى أثناء قيام الحرب وكان مشهورًا بالشجاعة. وخلال ذلك الوقت، نجا هايك أيضًا من جائحة إنفلونزا 1918.
قرر هايك بعد ذلك أن يزاول مهنةً أكاديمية، مصممًا بذلك على مساعدة الأطفال في تجنب الأخطاء التي أشعلت نيران الحرب. قال هايك متحدثًا عن تجربته: «كان للحرب العالمية الأولى في الواقع تأثيرًا حاسمًا. فكان لا بد لها أن تجذب انتباهكم إلى مشاكل المنظمة الاقتصادية». فقد تعهد بالعمل من أجل عالمٍ أفضل.

## أعماله
له العديد من الكتب الصادرة باللغة الإنجليزية عن؛
- «النظرية النقدية والدورات الاقتصادية» لعام 1933 وقد ترجمت الي الإسبانية واليابانيه
- وكتاب «الأسعار والإنتاج» 1931. وقد تُرجم الي اللغة الألمانيه والصينية والفرنسية واليابانيه
- كتاب «النقود القومية والاستقرار الدولي» 1937.
- «الارباح، الفائدة، الاستثمار»1939.
- «النظرية المجردة لرأس المال» 1940. وقد تُرْجِمَت الي اليابانية والإسبانية. إلا أنه انصرف بعد الحرب العالمية الثانية عن معالجة القضايا الاقتصادية الفنية-خصوصاً بعد إصدار «الطريق إلى العبودية» 1944، الذي تُرْجِمَ إلى الدنمركية والهولندية والفرنسية والألمانية والإيطالية واليابانية والنرويجية والبرتغالية والإسبانية والسويدية- واتجه لمناقشة قضايا فلسفية عن أسس المجتمعات الحرة.
- ألف كتاب «الفردية والاقتصادية» 1949 باللغتين الألمانية والنرويجية.

«جون ستيوارت ميل وهاريت تايلور» 1951
- «مكافحة ثورة العلم» 1952، بالألمانية والإيطالية والفرنسية.
- «دستور الحرية» 1960 باللغات الإسبانية والألمانية والإيطاليه،
- «دراسات في الفلسفة والسياسة والاقتصاد» 1967.
- " القانون والتشريع والحرية 1973.

## وصلات خارجية
- فريدريش فون هايك على موقع IMDb (الإنجليزية)
- فريدريش فون هايك على موقع الموسوعة البريطانية (الإنجليزية)
- فريدريش فون هايك على موقع مونزينجر (الألمانية)
- فريدريش فون هايك على موقع إن إن دي بي (الإنجليزية)
- صفحة فريدريك هايك من موقع منبر الحرية - مع عدة مقالات له.
- معلومات عن كتاب الطريق إلى الرق لفون هايك - من موقع منبر الحرية.